# María López Valenzuela
María López Valenzuela (Granada, España; 26 de noviembre de 2002) es una futbolista española. Juega de guardameta y su equipo actual es el FC Levante Badalona de la Primera División de España.

## Trayectoria
López Valenzuela comenzó su carrera en el Granada CF, club de su ciudad natal Churriana de la Vega, debutando en el primer equipo a los 15 años.
En 2020, se incorporó al Levante UD en la Primera División de España.
Para la temporada 2024-25, firmó en el FC Levante Badalona.

## Selección nacional
Formó parte del plantel de la selección sub-17 de España campeón en la Copa Mundial de Fútbol Sub-17 de 2018.
Fue citada a la selección adulta de España en febrero de 2021, sin embargo no debutó.

## Clubes
| Club                | País   | Año           |
| ------------------- | ------ | ------------- |
| Granada CF          | España | 2018-2020     |
| Levante UD          | España | 2020-2024     |
| FC Levante Badalona | España | 2024-presente |

## Palmarés

### Títulos internacionales
| Título                                 | Equipo                     | Sede    | Año  |
| -------------------------------------- | -------------------------- | ------- | ---- |
| Copa Mundial Femenina de Fútbol Sub-17 | selección sub-17 de España | Uruguay | 2018 |